# Barranc de Montllobar
El barranc de Montllobar, és un barranc de l'antic terme de Fígols de Tremp, actualment inclòs en el terme municipal de Tremp, al Pallars Jussà.
Es forma al costat nord-oest del Coll de Montllobar, al nord de la carretera C-1311, des d'on baixa de primer cap al sud, fins que, just passada la carretera, trenca cap al sud-oest. Continua baixant cap al sud-oest, fins que rep per l'esquerra el barranc de l'Obac, lloc on deixa al sud el Mas de Casanova, i aleshores gira cap a ponent, però aviat torna a inflexionar cap al sud-oest.
Al cap d'un tros rep per la dreta el barranc de la Casota, lloc on encara s'inclina més cap al sud. Tot seguit rep per l'esquerra el barranc de Casanova, i al cap d'una mica per la dreta el barranc de la Vall. Al cap d'un altre tram, rep per la dreta el barranc del Ginebrell, i per l'esquerra un altre barranc de l'Obac. Continua el seu curs cap al sud, i encara va rebent altres barrancs afluents: el barranc de l'Abeurador per l'esquerra, el de Canelles per la dreta, fins que arriba al Racó de Miravet i s'aboca en el Barranc Gros.